# Widelands
Widelands – strategiczna gra czasu rzeczywistego wzorowana na The Settlers II i rozpowszechniana na licencji GNU/GPL. Dostępna jest na różne systemy operacyjne, w tym Linux, OS X i Microsoft Windows. Zawiera szereg elementów niedostępnych w produkcie Blue Byte Software. Przede wszystkim występują dodatkowe budynki i towary, wprowadzona została możliwość rozbudowy zabudowań, a niektórzy osadnicy mogą zwiększać swoje kwalifikacje (wymagane do obsługi nowocześniejszej infrastruktury). Gra wymaga biblioteki SDL. Dostępna jest w wielu wersjach językowych, w tym w języku polskim.